# Casa de Munsö
La Casa de Munsö, también Casa de Yngling, Casa de Ivar Vidfamne, Casa de Uppsala o la Vieja Dinastía (en nórdico antiguo: Ynglingeætten) son algunos de los calificativos de uno de los clanes familiares y dinastías de reyes vikingos más prósperos de Suecia (Ynglingekongane i Uppsala); los correspondientes a los siglos VIII y IX se consideran legendarios o semilegendarios de la protohistoria y los últimos, entre los siglos X y XI respaldados por diversas fuentes, son históricos. Munsö es una isla donde existe un montículo funerario que se ha reivindicado como el sepulcro de Björn Ragnarsson, hijo de Ragnar Lodbrok, quien según las leyendas es el fundador de la estirpe real de los Yngling.
La saga Hervarar  contiene una extensa genealogía de la dinastía a lo largo de diez generaciones, pero aunque algunos de los reyes del siglo IX se consideran históricos, los historiadores modernos prefieren considerar a los monarcas del siglo X a partir de Erico el Victorioso. El rey Björn III de Suecia, padre de Erico, no es aceptado por los historiadores más críticos, pues existe un conflicto de identidades entre la saga Hervarar, quien imputa la paternidad de Erico a Björn, y el trabajo de Adán de Bremen, que cita a otro rey en el siglo X llamado Emund Eriksson. Para una fácil identificación sobre reyes legendarios, semilegendarios e históricos de la Vieja Dinastía, el siguiente árbol se basa en la saga Hervarar, pese a la incertidumbre del pretendiente al trono Styrbjörn el Fuerte y Tyra como padres de Thorgils Sprakalägg. Los vínculos con la dinastía de Dinamarca que, en principio, se inició con el reinado de Svend II de Dinamarca son dudosos (los reyes suecos en negrita):
```
            
Sigurd Ring

                 |
           
Ragnar Lodbrok

                 |
     ---------------------------------------------------------------------------------------
     |                        |                 |                  |                       |
  
Ivar el Deshuesado
[
9
]
 
Björn Ragnarsson
[
10
]
 
Sigurd Ragnarsson
[
11
]
 
Ubbe Ragnarsson
   
Halfdan Ragnarsson
[
12
]

                              |
        -----------------------
        |                     |
 
Erik Björnsson
              
Refil

        |                     |
        |                
Erik Refilsson

        |               
        |
        |                                     
     
Björn
  -->                
Anund Uppsale

                                    |                     
                              
Erik Anundsson

                                    |
                                 
Björn III

                                    |                                            
           -----------------------------------                  
Harald Blåtand
 (Dinamarca)
           |                                 |                                |                                    
 
Erico el Victorioso
                       
Olof II
                            |      
           |                                 |                                |
   
Olaf Skötkonung
                 
Styrbjörn el Fuerte
  (pretendiente)      
Tyra
                   
           |                                 |                                |
           -------------------------         ----------------------------------            
           |                       |                               |                                
Anund Jacobo
                
Emund el Viejo
      
Torkel Styrbjörnsson
           
Svend I

                                   |                               |                |
                                   |                               |                |
                            
Anund Emundsson, (heredero)
            |                |
                                                                   |                |
                                                            
Ulf Thorgilsson
     Astrid
                                                                   |                   
                                                       ---------------------------
                                                                   |
                                                        
Svend II de Dinamarca

                                                                   |
                                                              Reyes daneses
```

## Reyes de Gamla Uppsala
Reyes de la casa de Munsö. Los nombres en paréntesis son reyes que no aparecen en la saga Hervarar, pero sí en otras fuentes:
- Sigurd Ring
- Ragnar Lodbrok
- Björn Ragnarsson
- Erik Björnsson, quizás gobernando en diarquía con Refil (principios del siglo IX)
- Erik Refilsson (principios del siglo IX)
- Anund Uppsale (principios del siglo IX)
- Björn de Birka (c. 829 – c. 831)
- (Olof de Suecia, mediados del siglo IX)
- Erik Anundsson (Erik Emundsson o Erik Weatherhat?, mediados del siglo IX)
- (Ring de Suecia, c. 910– c. 940)
- (Erik Ringsson, c. 940– c. 950)
- (Emund Eriksson, mediados del siglo X)
- Björn III de Suecia (segunda mitad del siglo X), quizás gobernando en diarquía con Emund Eriksson
- Olof II de Suecia (segunda mitad del siglo X)
- Erico el Victorioso, ?– 995
- Olaf Skötkonung, 995–1022
- Anund Jacobo, 1022–1050
- Emund el Viejo, 1050–1060